# Yoshi’s Woolly World
Yoshi’s Woolly World (japanischer Originaltitel: ヨッシーウールワールド, Yosshī Ūru Wārudo) ist ein von Good-Feel entwickeltes in Garn-Optik gehaltenes Jump-’n’-Run-Videospiel, das von dem japanischen Videospielkonzern Nintendo am 26. Juni 2015 für ihre damalige aktuelle Spielkonsole Wii U veröffentlicht wurde. Im Frühjahr 2017 erschien ein erweiterter, aber grafisch stark komprimierter Port für den Nintendo 3DS in Form von Poochy & Yoshi's Woolly World.
Im Jahr 2019 erschien mit Yoshi’s Crafted World ein Nachfolger für die Nintendo Switch.

## Spielprinzip
Yoshi’s Woolly World orientiert sich vom Gameplay her stark an Yoshi’s Island. Herausragende Unterschiede sind die Nutzung des Gamepads der Wii U sowie ein Zweispielermodus.
Die Story des Spieles beginnt damit, dass Kamek erscheint, die friedlich am Yoshi-Atoll lebenden Woll-Yoshis zu einzelnen Wollknäueln auftrennt und entführt.
Der Spieler steuert den Dinosaurier Yoshi durch verschiedene Level, wie Gebirge, Täler und Höhlen, die allesamt in Garn-Optik gehalten sind. Dabei interagiert Yoshis Zunge mit Objekten, um Gegner wie Piranha-Pflanzen zu bekämpfen und Geheimgänge zu finden. So ist es möglich, bestimmte aus Garn bestehende Dinge wie Wände mit Yoshis Zunge aufzutrennen, um neue Wege begehbar zu machen. Laut Ebisu gibt es in dem Spiel keine Zeitbegrenzung, da der Spieler die aus Garn bestehende Welt entdecken soll. Yoshi kann sich dabei beispielsweise in ein Flugzeug oder einen Regenschirm verwandeln. Es gibt außerdem die Möglichkeit, zwischen dem klassischen Modus und dem „Entspannt“-Modus zu wechseln. Während der klassische Modus das gewöhnliche Gameplay bietet, kann man im „Entspannt“-Modus mit einem geflügelten Yoshi durch die Welten fliegen und so etwaigen Gefahren ausweichen.

### Mehrspieler-Modus
Im Mehrspieler-Modus können zwei Spieler zwei Yoshis spielen, deren Wollmuster sie sich vorher auswählen können. Es ist möglich, seinen Partner zu schlucken und ihn auf eine höhere Ebene zu werfen.

## Amiibo-Unterstützung
Das Spiel unterstützt alle bisher erschienenen Amiibo-Figuren, diese geben Yoshi ein Farbmuster, das dem Charakter der gewählten Figur entspricht. Wird jedoch ein Woll-Yoshi-Amiibo verwendet, so erscheint ein weiterer, computergesteuerter Yoshi im Spiel, welcher den Spieler unterstützt und wie der Spielpartner im Mehrspielermodus geschluckt und als Wollknäuel geworfen werden kann. Nintendo kündigte daher die aus Wolle gefertigten Yoshi-Amiibo in drei verschiedenen Farben an, die gemeinsam mit dem Spiel am 26. Juni erschienen sind. Darüber hinaus ist am 27. November 2015 ein Mega-Woll-Yoshi-Amiibo erschienen. Anders als die normalen Woll-Yoshis ist dieser nur in der Farbe Grün erhältlich. Zusammen mit der Veröffentlichung von Poochy & Yoshi's Woolly World erschien am 3. Februar 2017 ein Schnuffel-Amiibo.

## Entwicklung
Das Spiel wurde am 23. Januar 2013 unter dem Namen „Yarn Yoshi“ auf einer Nintendo Direct angekündigt. In dieser Phase der Entwicklung gab es gravierende Unterschiede zur finalen Version, so war Yoshi z. B., ähnlich wie Kirby in Kirby und das magische Garn, standardmäßig nur mit seinen Umrissen dargestellt. Erst am 10. Juni 2014 gab es auf Nintendos E3-Pressekonferenz von Takashi Tezuka (Nintendo) und Etsunobu Ebisu (Good-Feel) neue Informationen und vom Publisher Nintendo und Good-Feel, die schon an Kirby und das magische Garn beteiligt waren, gemeinsam entwickelt. Etsunobu Ebisu, ein Entwickler von Good-Feel, sagte, Good-Feel wolle ein Spiel kreieren, das dieselben Elemente wie Kirby und das magische Garn beinhaltet. Bill Trinen kündigte dann an, dass das Spiel mit Amiibo kompatibel sein wird.

## Rezeption
Yoshi’s Woolly World hat national und international gute Bewertungen erhalten.

„Wer hätte das für möglich gehalten? Entwickler Good-Feel hat es tatsächlich geschafft, Nintendos Dino-Maskottchen noch knuffiger zu gestalten und das Ergebnis sauber auf den 3DS zu portieren. Jeder noch so unwichtige Gegner wackelt derart liebenswert durch die Levels, dass ich ständig den Drang verspürte, ihn zu knuddeln.“

„Für Kinder und Sucher: Schwächen im Leveldesign werden gekonnt mit Woll-Look und cleveren Extra-Verstecken kaschiert.“

„Ich könnte jetzt mehrere Sätze lang darüber schwärmen, wie niedlich Poochy & Yoshi's Woolly World ist, denn auch auf dem 3DS droht aufgrund des Knuddelfaktors leichte Kariesgefahr. Ich nutze die gesparten Zeichen aber lieber dafür, um die Handheld-Umsetzung zu loben. Nintendo hat einen fantastischen und technisch sauberen Port abgeliefert. Und auch wenn ich bei der Optik Abstriche in Kauf nehmen muss, kann ich die Wollwelten nun auch im Bett oder in der Badewanne erkunden. Allein dafür lohnt sich die 3DS-Version.“